# 梅納德 (愛荷華州)
梅納德（英語：Maynard）是一個位於美國愛荷華州費耶特縣的城市。

## 地理
梅納德的座標為42°46′28″N 91°52′42″W / 42.77444°N 91.87833°W，而該地的平均海拔高度為337米（即1106英尺）。

## 人口
根據2010年美國人口普查的數據，梅納德的面積為2.64平方千米，當中陸地面積為2.56平方千米，而水域面積為0.08平方千米。當地共有人口518人，而人口密度為每平方千米196人。